# 1 Korpus Armijny (1945)
1 Korpus Armijny – planowany do sformowania wyższy związek taktyczny ludowego Wojska Polskiego.
Wiosną 1945 przystąpiono do formowania dwóch korpusów armijnych.
Wobec zakończenia wojny planu formowania nie zrealizowano.
1 Korpus został częściowo sformowany rozkazem NDWP nr 0127/org. z 23 maja 1945, a rozformowany rozkazem NDWP nr 0208/org. z 22 sierpnia 1945. Jego sztab i wojska wcielono do OW Pomorze. Formowaniem kierował dowódca 2 Armii WP.

## Struktura organizacyjna
- Dowództwo i sztab – Poznań[2] ; Gorzów Wielkopolski[1]
- 18 samodzielny batalion łączności[2]
- 5 Saska Dywizja Piechoty – pełniąca służbę graniczną nad Odrą
- 12 Dywizja Piechoty – formowana w rejonie Poznania[3].
- 1 Warszawska Dywizja Kawalerii – od 22 czerwca 1945[2]